# (9781) Jubjubbird
(9781) Jubjubbird ist ein Asteroid des Hauptgürtels. Er wurde am 31. Oktober 1994 von den japanischen Astronomen Yoshisada Shimizu und Takeshi Urata am Nachi-Katsuura-Observatorium (IAU-Code 905) in der Präfektur Wakayama entdeckt.
Der Asteroid wurde nach dem Vogel Jubjub, einer mysteriösen, aber offensichtlich gefährlichen Kreatur aus dem Gedicht Jabberwocky benannt, das aus der Erzählung Alice hinter den Spiegeln des britischen Schriftstellers Lewis Carroll stammt.